# خوسيه فليتاس
خوسيه فليتاس (بالإسبانية: José Eliseo Fleitas)‏ هو مدرب كرة قدم ولاعب كرة قدم باراغواياني، ولد في 7 نوفمبر 1986 في Bella Vista Norte ‏ في باراغواي. لعب مع ديبورتيس نافال.

## وصلات خارجية
- خوسيه فليتاس على موقع قاعدة بيانات كرة القدم.إي يو (الإنجليزية)
- خوسيه فليتاس على موقع قاعدة بيانات كرة القدم.إي يو (الإنجليزية)
- خوسيه فليتاس على موقع Soccerway.com (الإنجليزية)